# Чезина Нуова (Авелино)
Чезина Нуова је насеље у Италији у округу Авелино, региону Кампанија.
Према процени из 2011. у насељу је живело 11 становника. Насеље се налази на надморској висини од 564 м.